# Khuraman Hadjiyeva
Pour les articles homonymes, voir Hadjiyeva.
 (avril 2024).
Khuraman Hadjiyeva (en azéri: Xuraman Abdulla qızı Hacıyeva), née le 7 mars 1945 à Bakou et morte le 15 février 2005 dans la même ville, est une actrice azerbaïdjanaise, élue « artiste du peuple de la République d'Azerbaïdjan » en 1999.

## Biographie
Khuraman Abdulla guyzy Hadjiyeva est née le 7 mars 1945. Elle participe au cercle théâtral dès le lycée. En 1964, elle entre au département de théâtre de l'Théâtre national académique dramatique azerbaïdjanais. Lorsqu'elle est en deuxième année, elle joue le rôle d'Asya dans le long métrage Arshin Mal Alan. En 1966, elle abandonne ses études et part à Gandja, où elle commence à travailler comme artiste au Théâtre dramatique. Elle termine la faculté d'histoire-philologie de l'Institut pédagogique d'État de Gandja. Elle crée de nombreux rôles au théâtre de Gandja. En 1972, elle rejoint la troupe du Théâtre des jeunes spectateurs.
Elle travaille au théâtre de Nakhitchevan de 1998 à 2001 puis revient au théâtre de Gandja. 
Elle reçoit les titres honorifiques d'Artiste émérite de la République d'Azerbaïdjan le 9 février 1979 et d'Artiste du peuple le 9 octobre 1999 pour son travail au théâtre.